# Curte de casație
Curtea de casație este o curte supremă care judecă doar aspectele de legalitate ale unei cauze, fără a reexamina faptele sau probele. Rolul său este de a asigura interpretarea și aplicarea unitară a legii la nivel național. Deciziile sale pot duce la casarea (anularea) hotărârilor instanțelor inferioare și, eventual, la trimiterea cauzei spre rejudecare.
Termenul provine din latinul cassare ce înseamnă „a anula” sau „a desființa”.
În sistemele de drept civil, instanțele de apel analizează fondul cauzei, iar curtea de casație verifică doar legalitatea hotărârii apelate. În dreptul comun, instanțele supreme au funcții similare cu cele ale curților de casație, putând analiza atât aspecte de fapt, cât și de drept.

## Competențe
Curtea de casație are competența de a judeca deciziile instanțelor inferioare, dacă normele de drept material și procesual au fost corect interpretate și aplicate. În anumite jurisdicții, curtea de casație mai poate avea rolul de unificare a jurisprudenței prin decizii obligatorii pentru instanțele inferioare.
Curtea de casație este formată din judecători de rang înalt de către Consiliul Superior al Magistraturii sau de către executiv sau de către parlament, în funcție de sistemul constituțional al statului. Ea este structurată pe secții specializate.

## Funcții
Principalele funcții includ:
- Controlul de legalitate al hotărârilor pronunțate de instanțele inferioare;
- Unificarea jurisprudenței prin evitarea interpretărilor divergente ale legii;
- Stabilirea unor principii generale de drept;
- Transmiterea cauzelor spre rejudecare în cazul în care se constată o eroare de drept;
- Rol consultativ asupra aspectelor legale de interes național (în anumite jurisdicții)

## Istorie
Modelul curții de casație a apărut în Franța, în perioada Revoluției Franceză, odată cu înființarea Tribunalului de Casare în 1790. Acestea aveau rolul de a împiedica instanțele să interpreteze liber legea în contradicție cu voința legislativului și de a separa puterile în stat. Ulterior, sistemul a fost preluat în multe țări cu drept civil, curtea de casație devenind o instanță de control al legalității, distincte de instanțele de apel.

## Galerie

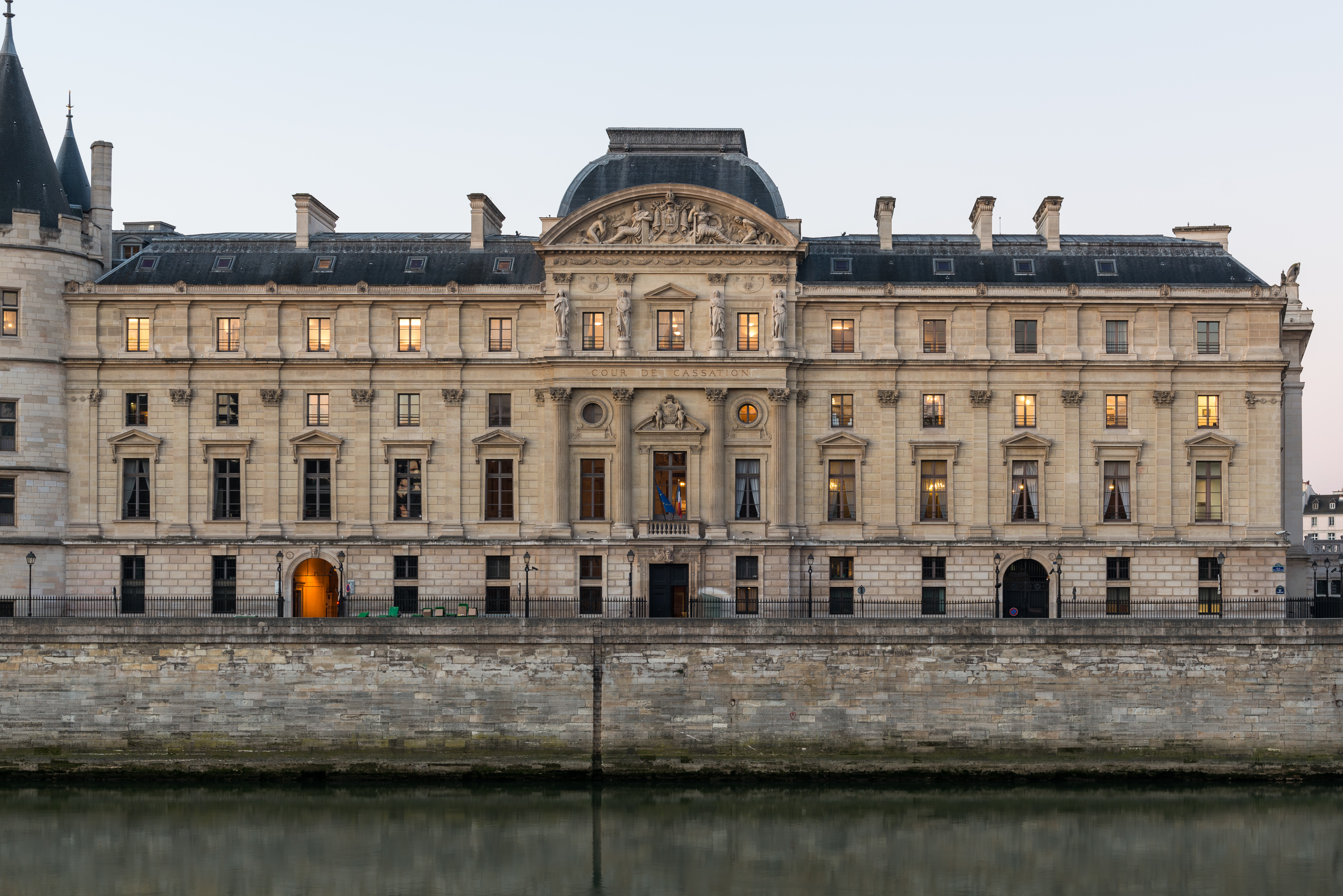
Franța
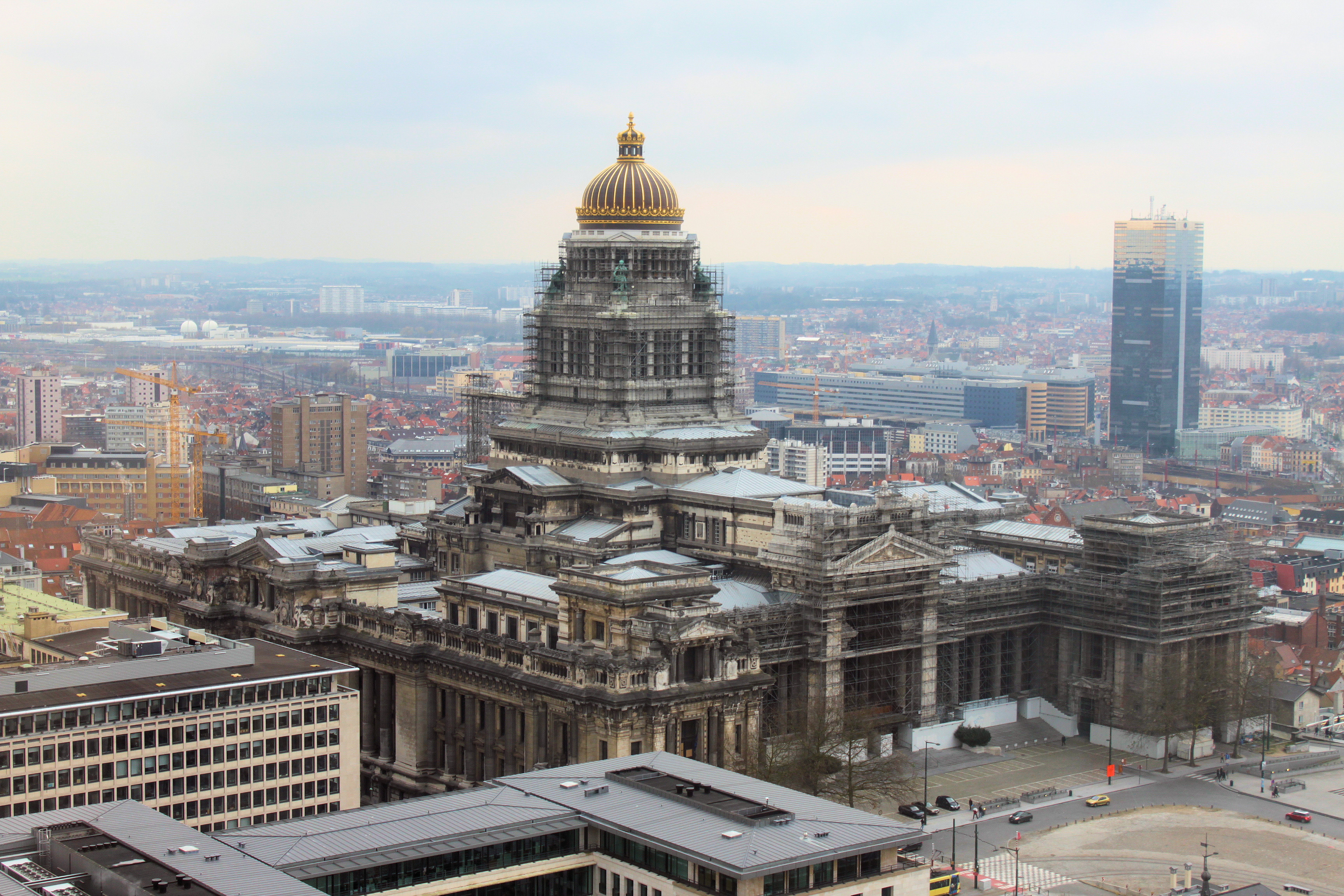
Belgia
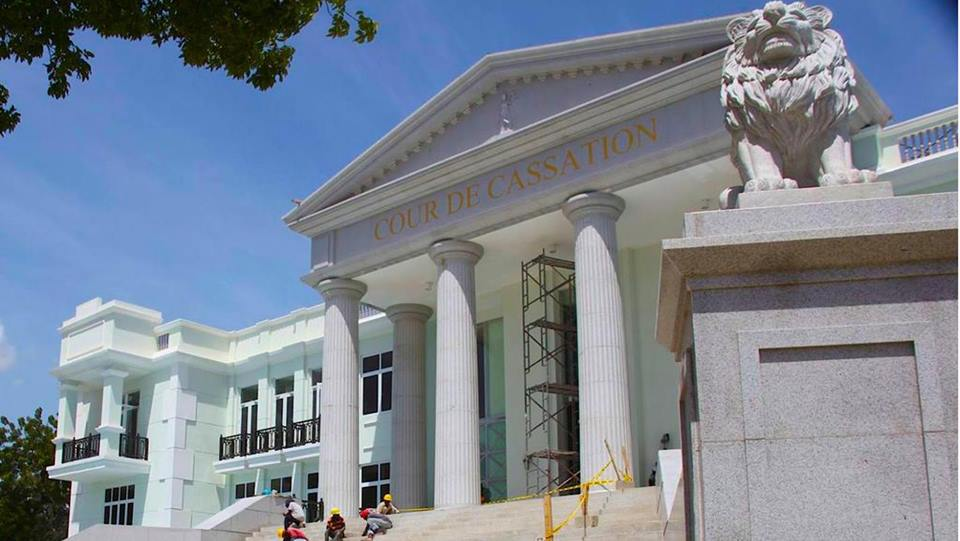
Haiti
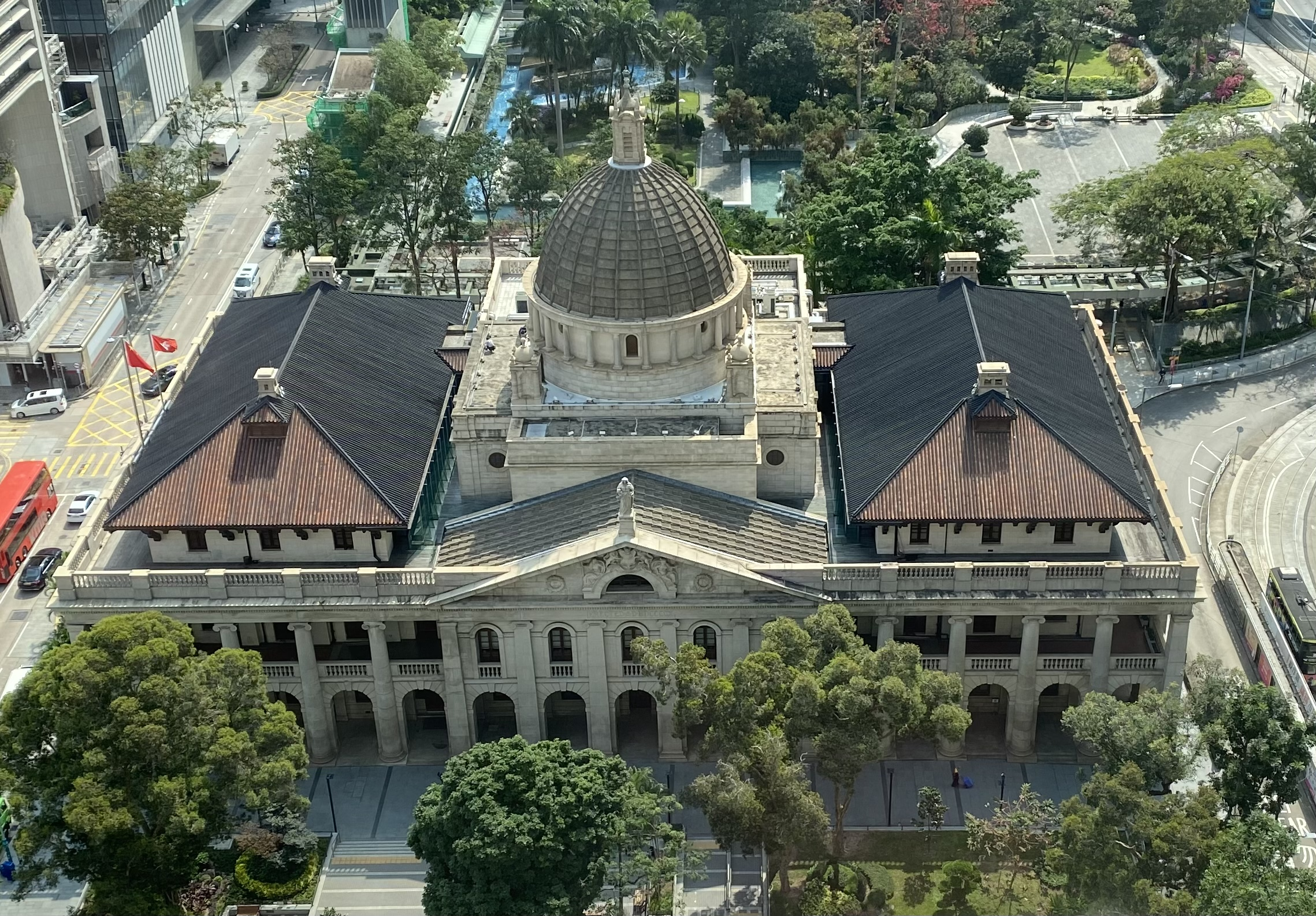
Hong Kong
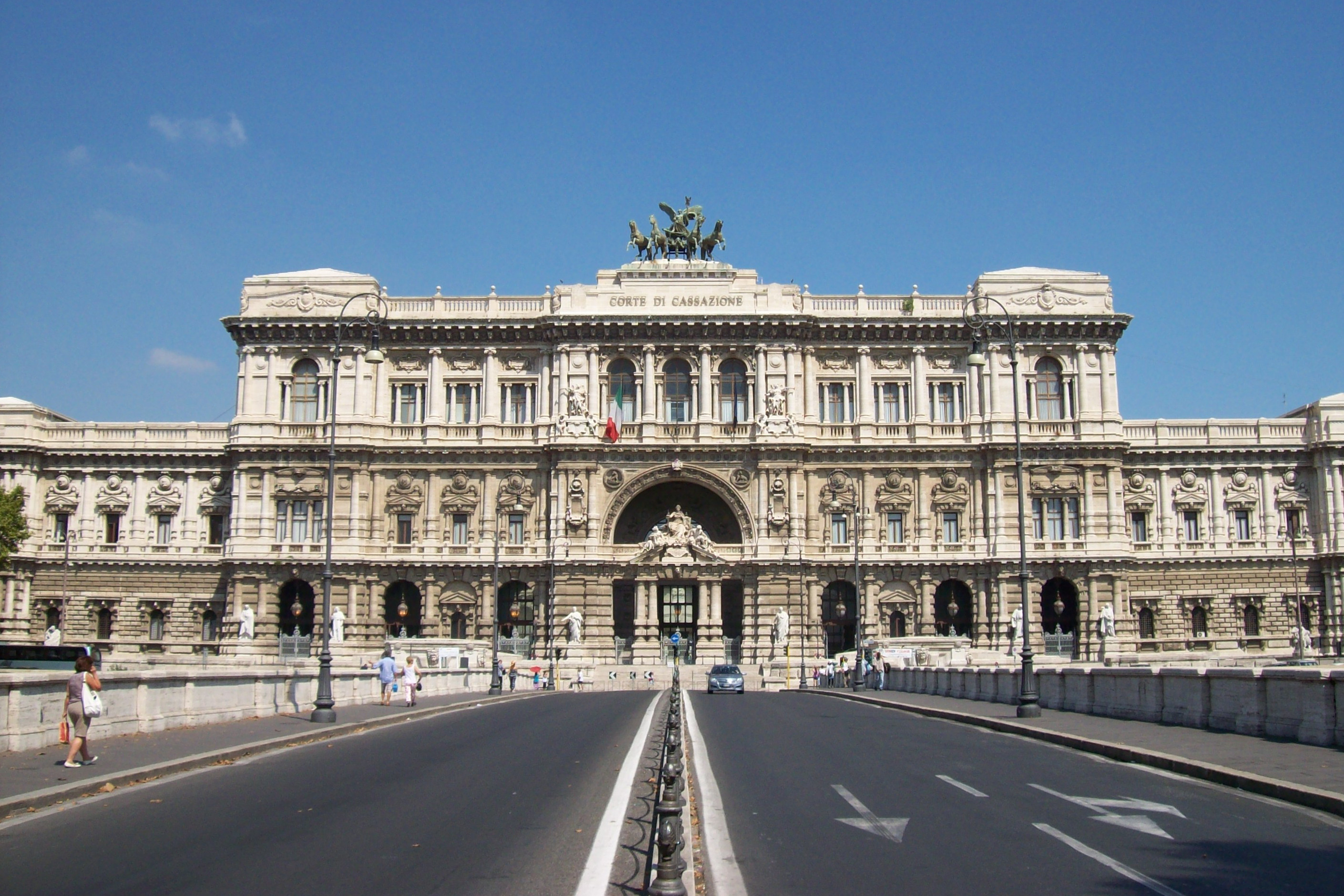
Roma
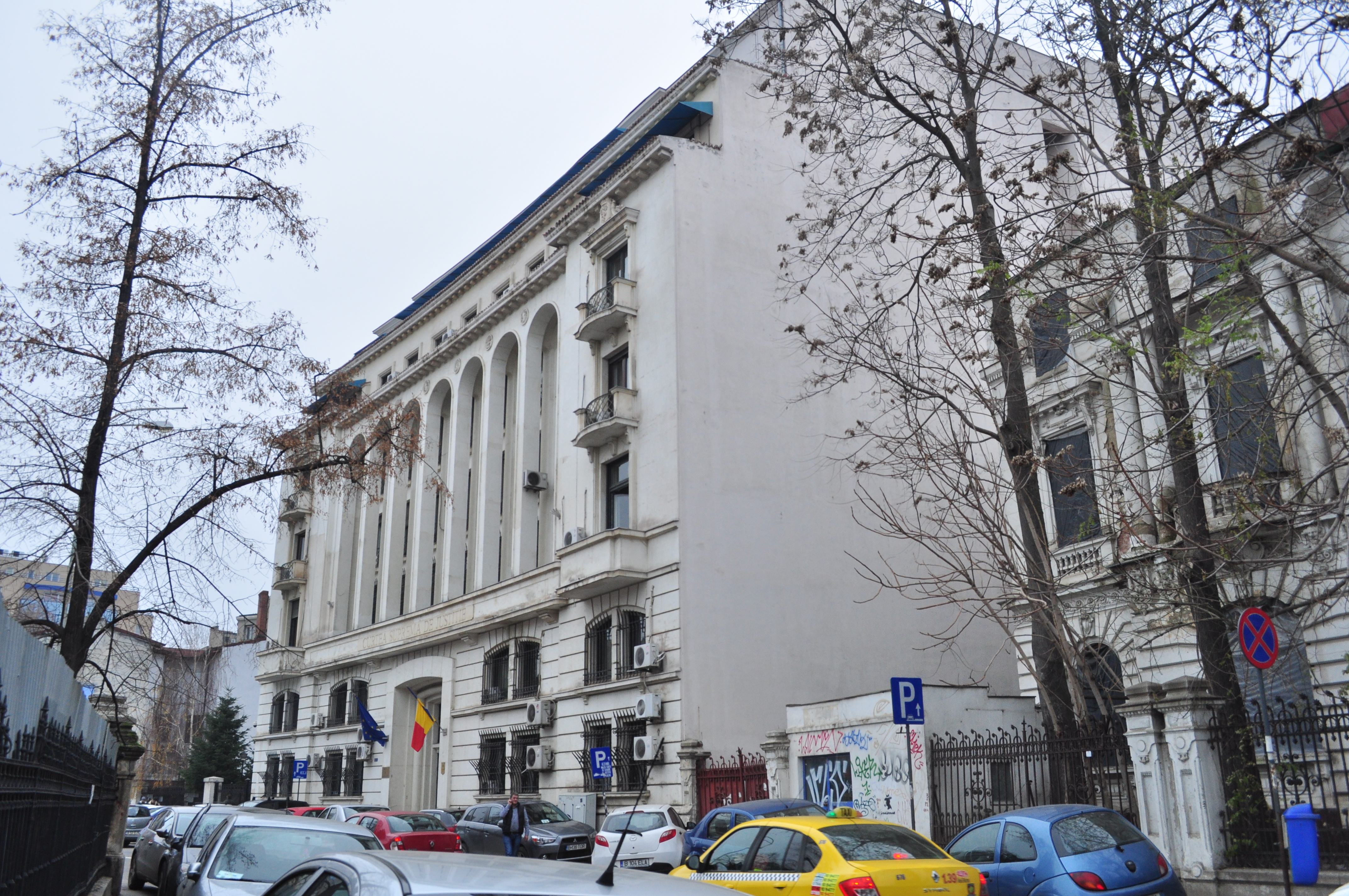
România
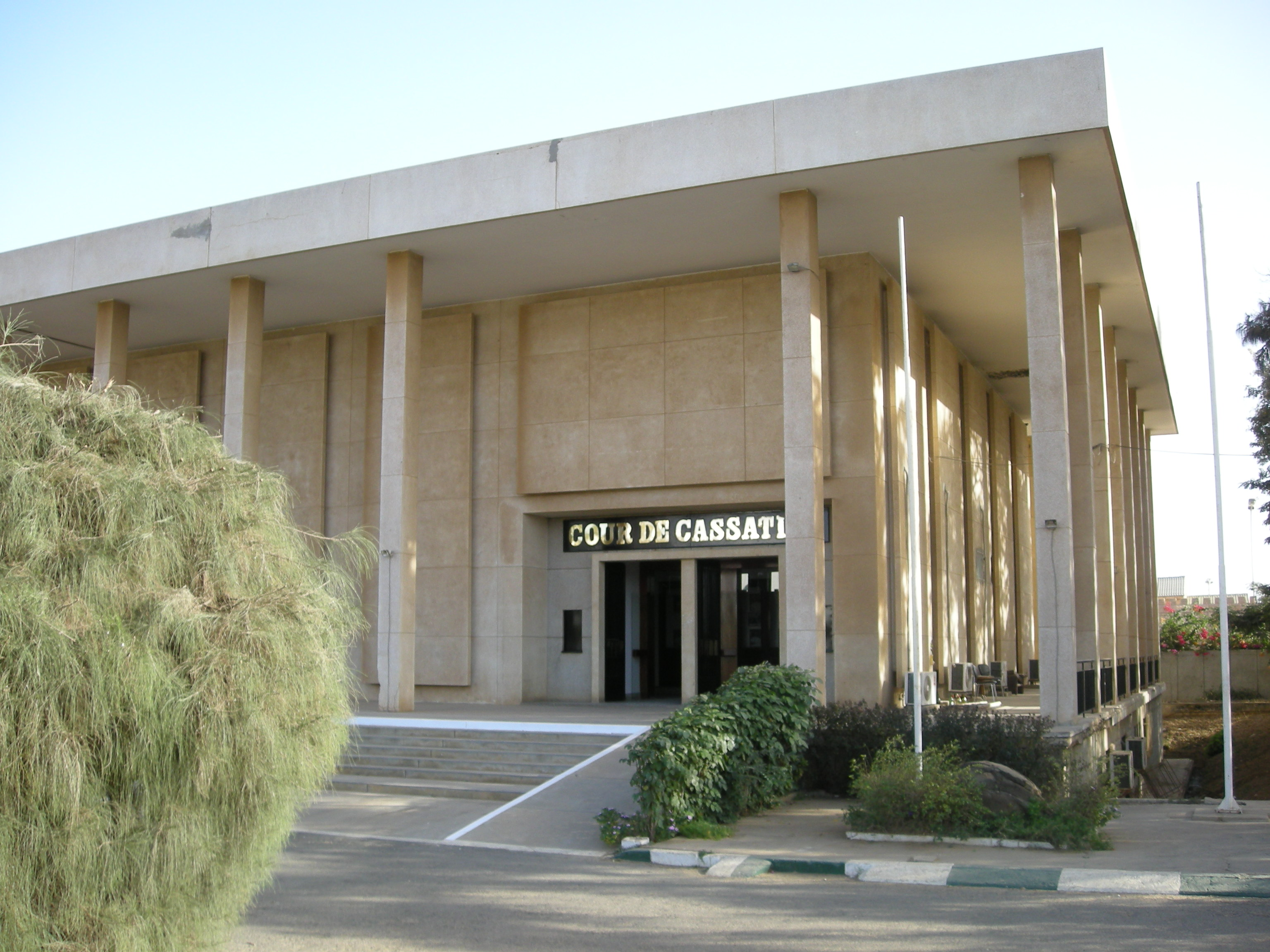
Senegal
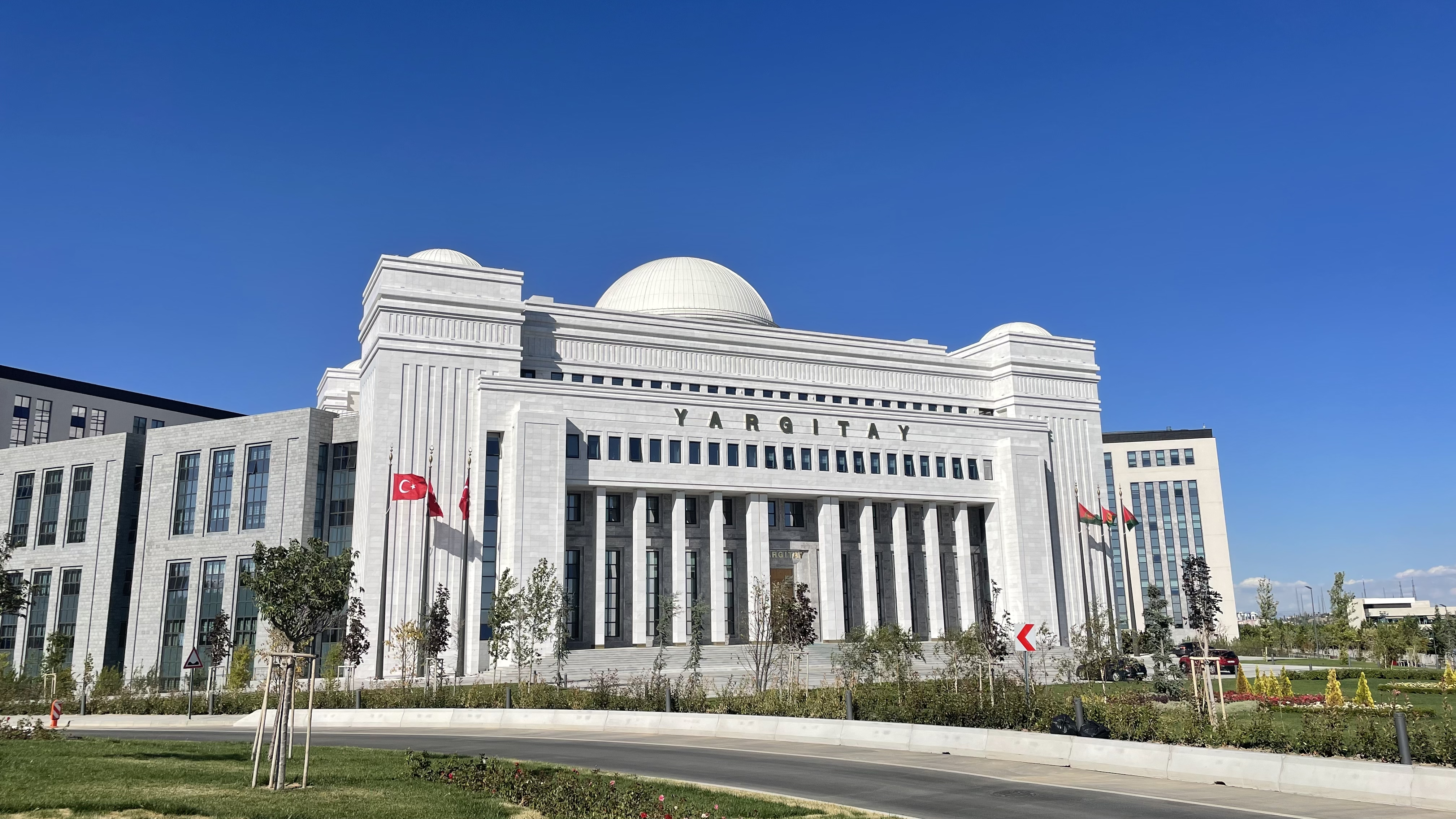
Turcia